# Santi martiri canadesi
Con il titolo di santi martiri canadesi la Chiesa cattolica designa un gruppo di otto missionari (sei presbiteri e due religiosi professi) della Compagnia di Gesù di origine francese, uccisi dagli indiani Irochesi mentre svolgevano il loro ministero presso di loro e gli Uroni tra il 1642 e il 1649, nel corso della guerra fra quei due popoli.
Questi i loro nomi:
- Renato (René) Goupil (1608-1642)
- Isacco (Isaac) Jogues (1607-1646)
- Giovanni (Jean) de La Lande (1615-1646)
- Antonio (Antoine) Daniel (1601-1648)
- Giovanni (Jean) de Brébeuf (1593-1649)
- Gabriele (Gabriel) Lalemant (1610-1649)
- Carlo (Charles) Garnier (1605-1649)
- Natale (Noel) Chabanel (1613-1649)

Proclamati beati da papa Benedetto XV il 21 giugno 1925, vennero canonizzati il 29 giugno 1930 da papa Pio XI. La loro memoria liturgica ricorre il 19 ottobre. A loro è stato dedicato un santuario a Midland nell'Ontario, nei pressi della missione dove vennero martirizzati.
Fu la devozione popolare a riunire in un unico gruppo gli otto missionari gesuiti martirizzati nella Nuova Francia e a coniare per loro il nome di "martiri canadesi". La chiesa rispettò tale indicazione beatificandoli e canonizzandoli tutti insieme. Tuttavia oggi questa denominazione solleva qualche obiezione dal momento che i confini statali non corrispondono più a quelli del XVII secolo e pertanto Goupil, Jogues e de la Lande subirono il martirio nell'attuale territorio statunitense mentre gli altri cinque in quello canadese. Di conseguenza, negli Stati Uniti la denominazione più diffusa è quella di "martiri nordamericani" e talvolta addirittura "martiri americani"; del resto nella liturgia cattolica della loro commemorazione si parla di "borealibus Americae regionibus".